# Ángel Bracho
Ángel Bracho (* 14. Februar 1911 in Mexiko-Stadt; † 1. Februar 2005 ebenda) war ein mexikanischer Maler und Grafiker.

## Leben
Zunächst in Abendkursen, studierte er ab 1929 Zeichnen und Malerei an Academia de San Carlos der Universidad Nacional Autónoma de México (UNAM). 1934 gründete er mit anderen Künstlern die Liga de Escritores y Artistas Revolucionarios (Liga der revolutionären Schriftsteller und Künstler, LEAR). Zwischen 1936 und 1939 arbeitete er als Kunstlehrer und bereiste verschiedene Teile Mexikos, unter anderem Oaxaca, Sinaloa, Nayarit und Baja California. 
1937 gründete er zusammen mit Alberto Beltrán, Leopoldo Méndez, Raúl Anguiano und anderen Künstlern die Taller de Gráfica Popular (Werkstatt der Volksgraphiker, TGP). Von 1952 bis 1953 war er Direktor und von 1961 bis 1963 Präsident dieser Vereinigung. Seine Werke wurden international ausgestellt. Im Jahre 1960 erhielt Bracho die Goldmedaille der Biennale in Buenos Aires. 1979 wurde in Michoacán sein Lebenswerk mit einer Ausstellung gewürdigt.